# Бойд-Клаус, Маккензи
Макке́нзи Бойд-Кла́ус (англ. MacKenzie Boyd-Clowes) род. 13 июля 1991 года, Торонто, Канада) — канадский прыгун с трамплина, бронзовый призёр Олимпийских игр.

## Спортивная биография
Заниматься прыжками с трамплина Маккензи начал в 10 лет. C 2005 года канадец стал выступать на соревнованиях под эгидой FIS. Трижды Маккензи участвовал в молодёжных чемпионатах мира, но лучшим результатом для него стало лишь 35-е место в 2011 году. В Кубке мира Бойд-Клаус дебютировал 24 января 2009 года на этапе в канадском Уистлере. В январе 2011 года Бойд-Клаус впервые попал в тридцатку лучших на этапах Кубка мира. Всего на сегодняшний момент имеет 13 попаданий в тридцатку. Наилучшего результата на этапах Кубка мира Маккензи добился 11 января 2014 года в австрийском городе Бад-Миттерндорф, где канадский прыгун смог занять 9-е место.
За свою карьеру принимал участие в двух чемпионатах мира по лыжным видам спорта. На чемпионате мира 2009 года Бойд-Клаус принял участие во всех дисциплинах: нормальный трамплин - 50-е место в квалификации, большой трамплин - 46-е место. На чемпионате мира 2011 года Маккензи выступил только в одной дисциплине: большой трамплин - 39-е место. В феврале 2013 года во время соревнований Маккензи упал при приземлении, в результате чего была сломана ключица. Из-за этой травмы канадский прыгун был вынужден пропустить чемпионат мира. В следующий раз на старт Бойд-Клаус смог выйти только в июне 2013 года.
За свою карьеру принимал участие в одном чемпионате мира по полётам на лыжах с трамплина. На чемпионате мира 2012 финишировал 36-м.
На зимних Олимпийских играх 2010 года в Ванкувере Маккензи принял участие во всех трёх дисциплинах. В индивидуальных соревнованиях канадскому прыгуну ни разу не удалось преодолеть квалификацию. В прыжках с нормального трамплина он занял 44-е место, а в прыжках с большого трамплина остался на 45-м месте. В командных соревнованиях сборная Канады не смогла показать достойного результата, заняв последнее 12-е место.
Зимние Олимпийские игры 2014 года в Сочи сложились для канадца более удачно. В прыжках с нормального трамплина Маккензи смог успешно пройти квалификацию соревнований. В первом раунде Бойд-Клаус, прыгнув на 96 метров, занял 37-е место и не смог пробиться в финал. В прыжках с большого трамплина канадский прыгун успешно преодолел квалификацию, а затем, показав 19-й результат, Бойд-Клаус пробился в решающий раунд, но там его попытка оказалась не столь успешной и канадец откатился на итоговую 25-ю позицию. В командных соревнованиях канадская сборная заняла последнее 12-е место, а сам Маккензи показал лучший результат в своей команде.

### Кубок мира

#### Результаты в Кубке мира
| 2013/14 Итоги | 2013/14 Итоги | Германия | Германия | Финляндия | Финляндия | Норвегия | Норвегия | Норвегия | Германия | Германия | Швейцария | Швейцария | Германия | Германия | Австрия | Австрия | Австрия | Австрия | Польша | Польша | Польша | Япония | Япония | Германия | Германия | Швеция | Финляндия | Финляндия | Финляндия | Норвегия | Норвегия | Словения | Словения | Словения |
| Очков         | Место         | Ком      | Инд      | Инд       | Инд       | См       | Инд      | Инд      | Инд      | Инд      | Инд       | Инд       | Т4Т      | Т4Т      | Т4Т     | Т4Т     | Пол     | Пол     | Инд    | Ком    | Инд    | Инд    | Инд    | Инд      | Инд      | Инд    | Инд       | Инд       | Инд       | Инд      | Инд      | Инд      | Ком      | Инд      |
| 62            | 50            | —        | —        | Q         | ×         | 8        | Q        | 47       | 37       | 36       | 24        | 25        | 26       | Q        | 36      | Q       | 9       | 36      | 16     | —      | 44     | —      | —      | —        | —        | Q      | —         | —         | —         | —        | —        | —        | —        | —        |

| 2012/13 Итоги | 2012/13 Итоги | Норвегия | Норвегия | Норвегия | Финляндия | Финляндия | Россия | Россия | Швейцария | Швейцария | Германия | Германия | Австрия | Австрия | Польша | Польша | Польша | Япония | Япония | Норвегия | Норвегия | Чехия | Чехия | Германия | Германия | Германия | Германия | Германия | Финляндия | Финляндия | Финляндия | Норвегия | Норвегия | Словения | Словения | Словения |
| Очков         | Место         | См       | Инд      | Инд      | Ком       | Инд       | Инд    | Инд    | Инд       | Инд       | Т4Т      | Т4Т      | Т4Т     | Т4Т     | Инд    | Ком    | Инд    | Инд    | Инд    | Пол      | Пол      | Пол   | Пол   | Ком      | Пол      | Инд      | Пол      | Ком Пол  | Ком       | Инд       | Инд       | Инд      | Инд      | Пол      | Ком Пол  | Пол      |
| 27            | 55            | 13       | Q        | Q        | —         | Q         | 44     | 38     | —         | —         | Q        | Q        | Q       | 47      | 45     | —      | 39     | —      | —      | 24       | 30       | 19    | 24    | —        | ×        | —        | —        | —        | —         | —         | —         | —        | —        | —        | —        | —        |